# Хайнценский диалект
Хайнценский диалект (нем. Heinzenisch, бав. Hianzisch, Heanzisch, Hoanzisch, венг. Hiénc) — диалект немецкого языка, распространённый в австрийском Бургенланде, на границе с Венгрией. Корни диалекта восходят северобаварскому, хотя сегодня в диалектологии принято относить хайнценский к среднебаварскому диалекту.
Название диалекта происходит от местности Хайнценланд, ранее принадлежавшей Венгерскому королевству и с 1921 года входящей в состав Австрии. С XI века здесь селились германскоязычные крестьяне. Традиционно их называли хайнценцами (в разных вариантах: баварское Hoanzen, Hienzen, Hinzen; верхненемецкое Heinzen; венгерское Hiencek). Происхождение же названия остаётся темой дискуссий среди историков и этимологов. Одна из версий утверждает, что это насмешливое название немецкоязычных, произносивших баварское hiaz (jetzt) как hianz. По другой версии название происходит от немецкого имени Хайнц.